# Bernard und Bianca im Känguruland
Bernard und Bianca im Känguruland (Originaltitel: The Rescuers Down Under) ist der 29. abendfüllende Zeichentrickfilm der Walt-Disney-Studios und erschien im Jahr 1990. Er basiert auf den Charakteren der gleichnamigen Kinderbuchserie der englischen Schriftstellerin Margery Sharp. Gleichzeitig ist der Film die Fortsetzung der ersten Sharp-Verfilmung Bernard und Bianca – Die Mäusepolizei aus dem Jahr 1977.

## Handlung
Der achtjährige Cody lebt mit seiner Mutter im australischen Outback und hegt eine besondere Freundschaft zu Tieren: Wenn eines von ihnen in Gefahr gerät, befreit er es. Als der goldgefiederte Riesenadler Marahute in eine Falle gerät, gelingt es Cody, das Tier zu retten. Der nervöse Vogel schlägt dabei so stark mit den Flügeln, dass sie ihn vom Felsen stürzt, zum Dank für ihre Rettung aber auffängt und sogar ihr Gelege zeigt. Cody erfährt, dass der Vater der unausgeschlüpften Küken erlegt wurde. Zum Abschied schenkt Marahute ihm eine ihrer goldenen Federn. Auf dem Weg zurück nachhause entdeckt Cody eine gefangene Maus und möchte sie befreien, doch diese war lediglich das Lockmittel einer Fallgrube, in welcher nun Cody landet. Bevor die Maus ihn befreien kann, taucht der Fallensteller und Wilderer Percival C. McLeach mit seiner „Gehilfin“ Joanna, einer Echse, auf. Zunächst leugnet dieser auf Codys Vorwürfe hin, ein Wilderer zu sein und befreit ihn, wobei er die goldene Feder entdeckt. Als Cody nicht darüber reden möchte, offenbart McLeach ihm, dass er bereits den Adlervater auf dem Gewissen hat. Nach einem Versuch Codys zu fliehen gelingt es ihm, den Jungen in sein abgelegenes Versteck zu entführen, um dort Informationen aus ihm herauszuquetschen. Um eine falsche Fährte zu legen, wirft der Wilderer den Rucksack des Kindes in einen See.
Codys Freunde aus der Tierwelt rufen daraufhin die Rettungshilfsvereinigung in New York City zur Hilfe, die ihre Agenten Bernard und Bianca sofort nach Australien entsendet. Nachdem der Albatros Wilbur (der Bruder von Orville aus dem ersten Teil), den sie erst nach einiger Überredungskunst dazu bringen können, mitten im Winter bei Schnee und Sturm loszufliegen, sie mit einer üblen Bruchlandung dort abliefert, werden sie von der Springmaus Jake empfangen. Dieser macht keinen Hehl aus seinem Interesse für Bianca, was Bernard sauer aufstößt; er wollte eigentlich kurz vor dem Abflug um ihre Hand anhalten. Wilbur wird unfreiwillig in ein von Mäusen geleitetes Krankenhaus gebracht. Inzwischen machen sich die Ranger auf die Suche nach dem vermissten Kind, finden aber lediglich seinen Rucksack, was sie zu der Annahme führt, dass ein Angriff der Krokodile schuld an seinem Verschwinden ist. Diese Meldung wird auch über das Radio mitgeteilt.
Trotz massiven Unterdrucksetzens hat Cody zwar nichts verraten, wurde aber in einen Raum mit bereits gefangenen Tieren gesperrt, um über Nacht zu schmoren. Durch Zufall entdeckt McLeach Codys Schwäche: Ihm liegen neben dem Leben Marahutes auch ihre Eier am Herzen. So lässt er ihn, nachdem er ihn bei einem erneuten Fluchtversuch erwischt hat, scheinbar frei, wobei er behauptet, dass Marahute erlegt wurde. Cody eilt wie erwartet zu ihrem Gelege, um wenigstens ihre Eier zu retten. Bernard, Bianca und Jake kommen zu spät, um ihn zu warnen, dass es nur eine Finte ist. Die heranfliegende Marahute wird gefangen, ebenso Cody, Bianca und Jake, die versuchen, sie zu retten. Einzig Bernard verpasst es aufzuspringen, doch hat er die Gelegenheit, die echten Eier gegen Steine auszutauschen. Joanna, die durch Verzehr der Eier dafür sorgen soll, dass Marahute das einzige Exemplar bleibt und den Preis damit erhöht, beißt sich zunächst ihre Zähne aus, bevor sie sie in den Abgrund wirft. Kurz darauf taucht der inzwischen genesene Wilbur auf und Bernard verdonnert ihn dazu, auf die Eier aufzupassen und zu brüten. Ihm selbst gelingt es, einen von Jakes Buschtricks anzuwenden und die Verfolgung aufzunehmen.
McLeach wähnt sich bereits am Ziel seiner Träume, als Cody beginnt, ihm zu drohen. Der Wilderer beschließt daraufhin, den Jungen als lebendigen Köder für die Jagd auf Krokodile zu verfüttern, um, inspiriert von der Radiomeldung, jeglichen Verdacht von sich abzulenken. Bevor es dazu kommt, taucht Bernard auf und schafft es, durch Abschalten des Stroms genug Verwirrung zu stiften, sodass McLeach selbst in den Fluss fällt und kurz darauf einen riesigen Wasserfall hinabstürzt. Dummerweise hat dieser es zuvor noch geschafft, das Seil, das Cody hält, zu zerschießen, sodass auch dieser auf die Gefahr zutreibt.
Kurz bevor Bernard und Cody ebenfalls Opfer des reißenden Wassers werden, können Bianca und Jake auf Marahute entkommen und die beiden auffangen. Bernard findet schließlich den Mut, Bianca um ihre Hand anzuhalten – was sie begeistert bejaht. Im Abspann ist zu hören, wie Wilbur eigentlich verschwinden möchte, als die Küken zu schlüpfen beginnen.

## Synchronisation
Die Deutsche Synchronisation des Films übernahm die Berliner Synchron. Klaus-Peter Bauer schrieb das Dialogbuch und führte Dialogregie.
| Rolle               | Originalsprecher | Deutscher Sprecher |
| Bernard             | Bob Newhart      | Wolfgang Ziffer    |
| Bianca              | Eva Gabor        | Monica Bielenstein |
| Wilbur              | John Candy       | Joachim Kemmer     |
| Jake                | Tristan Rogers   | Joachim Kaps       |
| Percival C. McLeach | George C. Scott  | Helmut Krauss      |
| Cody                | Adam Ryen        | André Schmidtsdorf |
| Frank               | Wayne Robson     | Santiago Ziesmer   |
| Krebbs              | Douglas Seale    | Harry Wüstenhagen  |
| Red                 | Peter Firth      | Manfred Petersen   |
| Doc                 | Bernard Fox      | Peter Matić        |
| Präsident           | Bernard Fox      | Gerd Holtenau      |
| Francois            | Ed Gilbert       | Karl-Ulrich Meves  |

## Hintergrund
Der Film ist eine von sechs Fortsetzungen eines Disney-Meisterwerkes, welche ebenfalls als Meisterwerke bezeichnet werden. Die übrigen fünf sind Drei Caballeros, Fantasia 2000, Winnie Puuh, Chaos im Netz und Die Eiskönigin II. Andere Fortsetzungen von Disney-Meisterwerken wurden von den DisneyToon Studios produziert (u. a. Das Dschungelbuch 2) oder erschienen direkt auf Video/DVD (u. a. Aladdin und der König der Diebe). Bernard und Bianca im Känguruland ist auch die erste Fortsetzung eines Meisterwerks mit durchgehender Handlung (Drei Caballeros ist ein Package Movie und setzt nur einzelne Sequenzen von Saludos Amigos fort, gleiches gilt für Fantasia und Fantasia 2000).
Der ursprüngliche deutsche Titel lautete Bernard und Bianca im Känguruhland, aber seit der Rechtschreibreform verschwand das h rückwirkend.

## Auszeichnungen
- 1990: Los Angeles Film Critics Association Award für den Besten Animationsfilm
- 1991: Genesis Award für den Besten Familienfilm
- 1991: Young Artist Award für den Unterhaltsamsten Familien-Animationsfilm
- 1991: Golden Reel Award für das Beste Sound-Editing eines Animationsfilmes
- 1992: Goldene Leinwand

## Rezeption
Obwohl er zum Zeitpunkt seiner Veröffentlichung zu den technisch aufwändigsten Disney-Produktionen gehörte, blieb Bernard und Bianca im Känguruland an den Kinokassen mit einem weltweiten Einspielergebnis von 47,4 Mio. US-Dollar weit unter den Erwartungen Disneys.

## Kritiken
„Die Rückkehr von Bernard und Bianca […] zeigt das Disney-Studio an einem Wendepunkt: nicht mehr die klassische Figuren-Animation (wie noch im ersten Teil) dominiert, sondern eine atemberaubende, computergestützte Effekt-Animation. So bedauerlich die Vernachlässigung der liebenswerten Hauptfiguren ist (auch der Albatros Orville kommt etwas zu kurz), so einfallsreich und innovativ sind die Actionszenen, die von beispiellosem Tempo sind. Ein mitreißender Film, der auch beim wiederholten Sehen Überraschungen bietet.“

## Medien
DVD/Blu-ray
- Bernard und Bianca im Känguruhland, VHS, September 1992
- Bernard und Bianca im Känguruhland, VHS, Februar 1997
- Bernard und Bianca im Känguruland. Special Collection, DVD, Walt Disney Home Video 2001
- Bernard und Bianca im Känguruland, DVD, Walt Disney Studios Home Entertainment 2012
- Bernard und Bianca im Känguruland, Blu-ray, Walt Disney Studios Home Entertainment 2012
- Disney Classics: Bernard und Bianca im Känguruland, Blu-ray/DVD, Walt Disney Studios Home Entertainment 2018

Super-8
- Bernard und Bianca im Känguruhland, Super-8-Film, DERANN 460m, Ratio Aspect: 4:3

Soundtrack
- The Rescuers Down Under. Walt Disney Records, Burbank 2002, Nr. 60759-7 – enthält zusätzlich drei Bonus-Tracks aus The Rescuers